# Hatto Ständer
Hatto Ständer (* 14. Januar 1929 in Witten; † 10. August 2000) war ein deutscher Komponist sakraler Musik.

## Leben
Hatto Ständer wurde am 14. Januar 1929 in Witten/Ruhr geboren. Schon früh zeigte sich seine musikalische Begabung. So spielte er bereits als Neunjähriger seine ersten Gottesdienste. Mit 13 Jahren wurde er Schüler des Musischen Gymnasiums Frankfurt am Main, wo ihm Kurt Thomas starke Impulse durch systematische Kontrapunkt-, Kompositions- und Dirigierunterweisungen vermittelte. Sein musikalischer Ausbildungsweg wurde an der Folkwanghochschule Essen in den Fächern Klavier und Komposition fortgesetzt. Nach dem Abitur wurde er in die Klaviermeisterklasse von Carl Seemann an der Hochschule für Musik in Freiburg i. Br. aufgenommen, als dessen Schüler er Preisträger im Deutschen Hochschulklavierwettbewerb wurde. Das Orgel- und Kirchenmusikstudium schloss er an der Musikhochschule in Dortmund ab, wo er von 1960 bis 1992 die Fächer Orgel, Chorleitung, Gregorianik und Tonsatz unterrichtete. 1971 wurde er zum Kirchenmusikdirektor und Leiter der Abteilung für katholische Kirchenmusik und 1974 zum Professor ernannt.
Ständers Kompositionen sind überwiegend dem sakralen Bereich gewidmet Zahlreiche Konzerte und Rundfunkaufnahmen im In- und Ausland machten ihn weit über die Grenzen Dortmunds bekannt.
Hatto Ständer verstarb am 10. August 2000. Die Gesamtausgabe seiner Werke in der Edition Dohr bringt neben den zu Lebzeiten Ständers öffentlich bekannt gewordenen, in der zweiten Lebenshälfte komponierten geistlichen Werke auch die Klavier- und Kammermusikwerke, die Ständer als Schüler und Student in einer Phase schrieb, als noch eine Laufbahn als Komponist erwogen wurde, zur Veröffentlichung. Es handelt sich dabei überwiegend um Erstdrucke, die den erhaltenen autographen Fassungen letzter Hand des Nachlasses folgen.

## Werke (Auswahl)

### Geistliche Vokalmusik
- - Auferstehungslied (Erich Przywara; 1950)[1]
  - Cantate Domino (1985)[2]
  - Deutsches Proprium vom ersten Ostertage (1971)[3]
  - Deutsches Proprium vom Ostersonntag (1966)[4]
  - Deutsches Proprium zum Fest Mariae, Mutter vom guten Rate (1967)[5]
  - Deutsches Proprium zum Pfingstsonntag (1988)[6]
  - Missa E-Dur op. 4 (1947)[7]
- Weltliche Vokalmusik
  - Neun Lieder (1946–1954)[8]

### Orgelwerke
- - Choralsuite (1966)[9]
  - Fanfare (1992)[10]
  - Toccata und Fuge in D (1959)[11]

### Klavierwerke
- - Fantasie f-Moll op. 8 (1942)[12]
  - Impressionen am Lake Almanor (1981)[13]
  - Klaviersonate IV B-Dur op. 12 (c. 1942)[14]
  - Variationen und Fuge über ein eigenes Thema(1946)[15]

### Kammermusik
- - Kleine Weihnachtsmusik (1943)[16]
  - Cellosonate d-Moll (1943)[17]
  - Klaviertrio op. 1 (1945)[18]